# Mohamed Noor

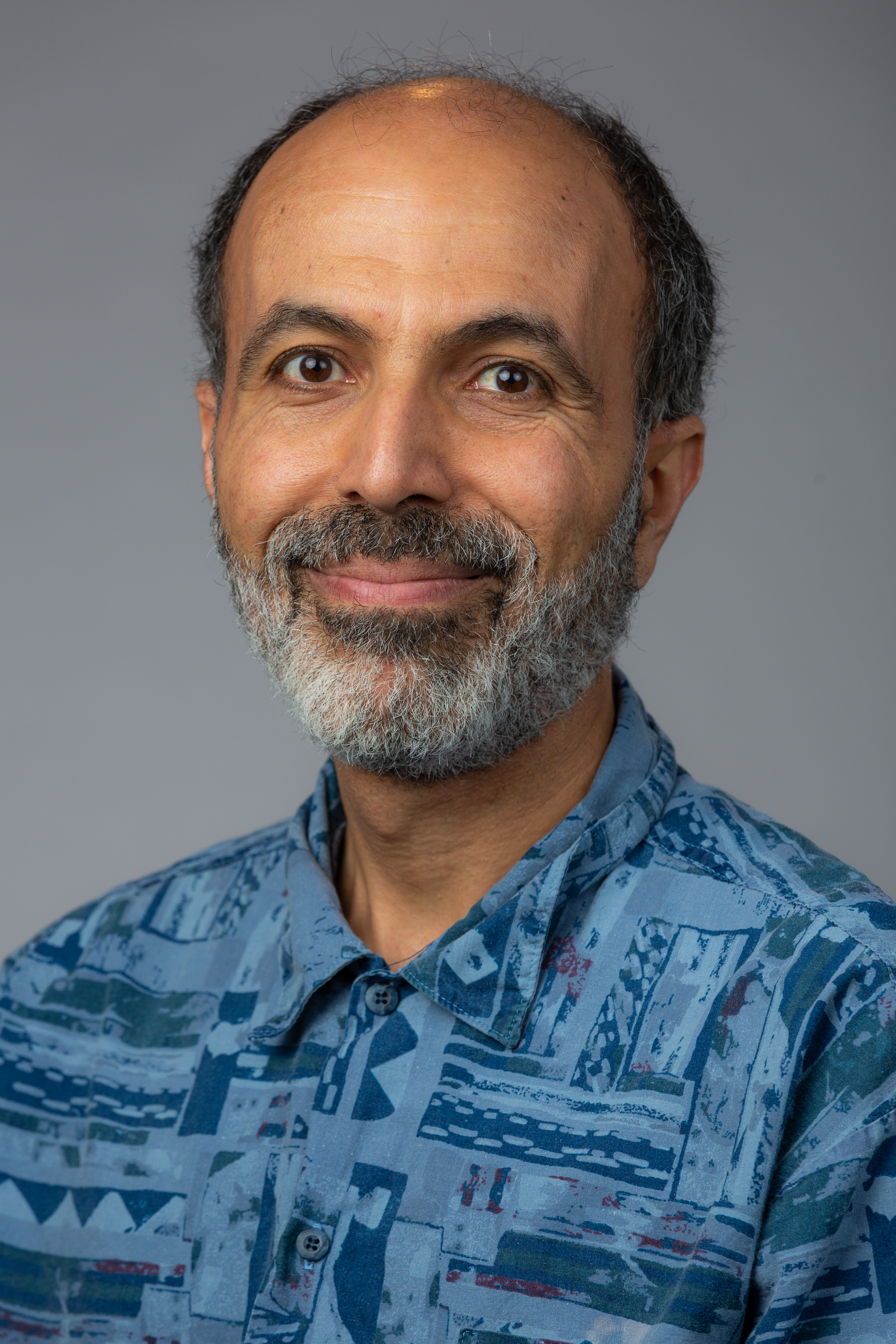
Mohamed Noor

Mohamed A. F. Noor (geb. vor 1992) ist ein US-amerikanischer Evolutionsbiologe und Genetiker.
Noor studierte am College of Wiliam and Mary mit dem Bachelor-Abschluss 1992 und wurde 1996 an der University of Chicago promoviert. Als Post-Doktorand war er an der Cornell University. Er ist Professor an der Duke University.
Er untersucht Artbildung auf genetischer Ebene am Modell von Drosophila, zum Beispiel über genetische Rekombination.
2008 erhielt er die Darwin-Wallace-Medaille. Er war Herausgeber der Zeitschrift Evolution. Noor war Präsident der American Genetic Association und der Society for the Study of Evolution.
Er entwickelte auch genetische Schulexperimente.

## Schriften
- Speciation driven by natural selection in Drosophila, Nature, Band 375, 1995, S. 674–675
- mit J. K. Kelly: Speciation by reinforcement: a model derived from studies of Drosophila, Genetics, Band 143, 1996, S. 1485–1497
- Reinforcement and other consequences of sympatry, Heredity, Band 83, 1999, S. 503–508
- mit K. L. Grams, L. A. Bertucci, J. Reiland: Chromosomal inversions and the reproductive isolation of species, Proceedings of the National Academy of Sciences, Band 98, 2001, S. 12084–12088
- mit M. R. Servedio: The role of reinforcement in speciation: theory and data, Annual Review of Ecology, Evolution, and Systematics, Band  34, 2003, S. 339–364
- mit S. Richards u. a.: Comparative genome sequencing of Drosophila pseudoobscura: chromosomal, gene, and cis-element evolution, Genome research, Band 15, 2005, S. 1–18
- mit J. L. Feder: Speciation genetics: evolving approaches, Nature Review Genetics, Band 7, 2006, S. 851–861
- mit J. P. Masly, C. D. Jones, J. Locke, H. A. Orr: Gene transposition as a cause of hybrid sterility in Drosophila, Science Band 313, 2006, S. 1448–1450
- mit A. G. Clark u. a.: Evolution of genes and genomes on the Drosophila phylogeny, Nature, Band 450, 2007, S. 203–218
- mit S. M. Bennett: Islands of speciation or mirages in the desert ? Examining the role of restricted recombination in maintaining species, Heredity, Band 103, 2009, S. 439–444
- mit R. Butlin u. a.: What do we need to know about speciation ?, Trends in Ecology & Evolution, Band 27, 2012, S. 27–39
- mit anderen: Witnessing Phenotypic and Molecular Evolution in the Fruit Fly, Evolution, Band 5, 2012, S. 629–634